# Zajednički stol i postelja
Zajednički stol i postelja (Domicile conjugal) je romantična komedija Françoisa Truffauta iz 1970.

## Radnja
Zaprosivši voljenu Christine (Claude Jade), 26-godišnji je Antoine Doinel (Jean-Pierre Léaud) napokon zaplovio u bračnu luku i čini se da više ništa ne može ugroziti sreću ovo dvoje mladih. Antoine tako uživa u poslu cvjećara, dok Christine radi kao profesorica violine. Također, ne mogu se požaliti ni na novi zajednički stan u čijem su susjedstvu neobični, ali simpatični ljudi. Ipak, Antoine će nakon nezgode s cvijećem uskoro promijeniti posao i zaposliti se u jednoj američkoj tvrtki koja se bavi maketama brodova na daljinsko upravljanje. Jednog dana upoznat će zavodljivu Japanku Kyoko (H. Berghauer). 
Unatoč Christininoj trudnoći Antoine se upusti u vezu s Kyoko...Samo dvije godine nakon umjetničkog i komercijalnog uspjeha trećeg dijela sage o životu svog filmskog alter ega Antoinea Doinela »Ukradeni poljupci«, francuski je redatelj François Truffaut snimio novi nastavak Antoineovih filmskih dogodovština – »Zajednički stol i postelja«. Film govorio Doinelovom ulasku brak, i to s dugogodišnjom djevojkom Christine. Međutim, njihova će se veza vrlo brzo suočiti s prvim krizama, te napokon i pravim razlozima za razvod. Unatoč ovom poprilično ozbiljnom zapletu koji je redatelj ponovno poluautobiografski vezao za vlastita iskustva, Truffautov je film zadržao vedar i lepršav ton prethodnika. Tako je i dalje riječ o šarmantnoj humorističnoj drami čijeg glavnog junaka rese životni optimizam, romantičarski duh i uvjerenje da se svi problemi u životu mogu riješiti na manje-više bezbolan način. Kao i u svim ostalim nastavcima filmske priče o Antoineu Doinelu, u glavnoj je ulozi glumačka ikona novog vala Jean-Pierre Léaud, dok je Léaudova partnerica opet Claude Jade (Topaz Alfred Hitchcocka). Osnovna razlika u odnosu na prethodna tri filma o Antoineovim životnim, ljubavnim i inim dvojbama jest Truffautovo nastojanje da svog junaka predstavi kao mladog čovjeka na ključnoj razdjelnici između bezbrižne mladosti i niza zadaća koje donose zrelije godine.

## Vanjske poveznice
- Zajednički stol i postelja u internetskoj bazi filmova IMDb-a